# Хиншелвуд, Джек
Джек Лука Хиншелвуд (англ. Jack Luca Hinshelwood; род. 11 апреля 2005, Уэртинг, Юго-Восточная Англия) — английский футболист, полузащитник клуба «Брайтон энд Хоув Альбион».

## Клубная карьера
Хиншелвуд — воспитанник академии «Брайтон энд Хоув Альбион». 28 мая 2023 года дебютировал за основную команду клуба, выйдя на замену в матче Премьер-лиги против «Астон Виллы». 30 сентября 2023 года также принял участие в матче чемпионата против «Астон Виллы», впервые выйдя в стартовом составе. 6 ноября 2023 года в матче чемпионата Англии против «Брентфорда» забил свой первый гол в профессиональной карьере.

## Карьера в сборной
Выступал за сборные Англии до 18 и до 19 лет.

## Личная жизнь
Двоюродный брат Джека, Гарри Хауэлл, тоже профессиональный футболист.